# 科洛內峰

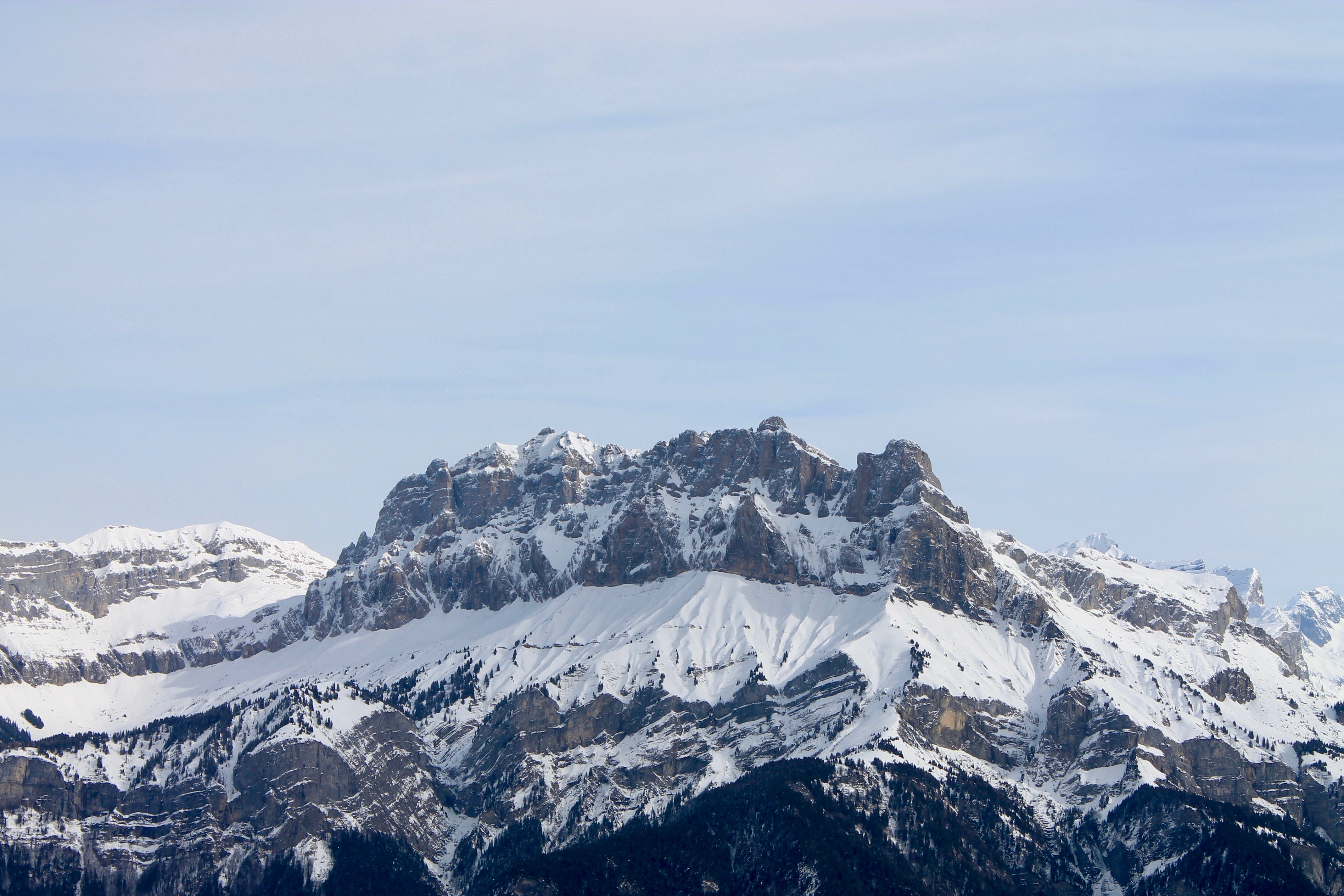

45°58′22″N 6°41′25″E / 45.9727°N 06.6902°E
科洛內峰（法語：Tête du Colonney，法語發音：[tɛt dy kɔlɔnɛ]）是法國上薩瓦省的山峰，位於該國東部，屬於沙布莱山的一部分，處於勃朗峰西北面，該山峰海拔高度2,692米。